# Trachyphyllum carinatum
Trachyphyllum carinatum är en bladmossart som beskrevs av Hugh Neville Dixon 1932. Trachyphyllum carinatum ingår i släktet Trachyphyllum och familjen Entodontaceae. Inga underarter finns listade i Catalogue of Life.